# Giovanni Coperario
John Cooper (vers 1570 - Londres, 1626), plus connu sous le nom de Giovanni Coperario ou John Coprario, est un compositeur anglais, violiste et luthiste.

## Biographie
Né John Cooper, il italianise son nom en Giovanni Coperario vers 1601. La petite histoire dit que ce changement a lieu après un voyage en Italie, sans que ceci soit réellement prouvé. Cooper peut simplement succomber à la mode italienne en italianisant son nom et son style.
De 1605 à sa mort, il est au service de la cour anglaise comme luthiste, gambiste et compositeur. Il est également professeur du futur roi Charles Ier d'Angleterre. Il a pour protecteur Edward Seymour, comte d'Hertford, pour le compte duquel il enseigne à William Lawes. De 1605 à 1608, il a pour protecteur Sir Robert Cecil, premier comte de Salisbury.

## Œuvres
- Coperario compose avant tout des Fantaisies pour violes, le musicologue Ernst Meyer[1] en comptabilise 96 de trois à six voix, la plupart dans les deux collections d'Oxford et du Royal College of Music. Meyer considère que la plupart des fantaisies pour 5 ou 6 voix de Coperario sont des transcriptions ou reprises de ses madrigaux. En revanche, ses fantaisies à trois ou quatre parties sont d'intéressantes créations.
- Coperario compose également des suites et autres pièces pour viole de gambe ou violon.
- Pour ce qui est de la musique vocale, on connaît deux recueils de chansons avec accompagnement de luth : Funeral Teares (1606) et Songs of Mourning: Bewailing the Untimely Death of Prince Henry (1613).
- Enfin, il écrit un traité de composition intitulé Rules how to Compose (avant 1627).

## Discographie
Funeral Teares, par l'Ensemble Céladon et les Jardins de Courtoisie (Anne Delafosse -Quentin, soprano ; Paulin Bündgen, contre-ténor ; Florence Bolton, Eleanor Lewis-Cloué et Luc Gaugler, violes de gambe ; Rémi Cassaigne, luth ; Angélique Mauillon, harpe. Édité chez Zig Zag Territoires.